# U-Bahn-Station Reinprechtsdorfer Straße
Reinprechtsdorfer Straße is een toekomstig metrostation in het district Margareten van de Oostenrijkse hoofdstad Wenen.

## Geschiedenis
In 2014 werd het plan “Linienkreuz U2xU5” gepresenteerd waarin Reinprechtsdorfer Straße aanvankelijk als Bacherplatz was opgenomen. De voorbereidingen voor de bouw begonnen in 2019 met de verlegging van leidingen en kabels onder het wegdek en de aanpassing van de fundamenten van gebouwen boven het station, de opening van het station is gepland voor 2028. In verband met de aanleg geldt op de Reinprechtsdorfer Straße tussen de Schönbrunner Straße (Wiental) en de Gürtel/Matzleinsdorfer Platz eenrichtingsverkeer naar het zuiden. 

## Ligging
Het station Reinprechtsdorfer Straße is onderdeel van de nieuwe zuidtak van de U2 tussen Schottentor en Matzleinsdorfer Platz.  Als enige heeft Reinprechtsdorfer Straße geen overstap op de S-Bahn of andere lijnen van de U-Bahn. Door de bouw van het station wordt het centrum van de 5e district aangesloten op het hoogwaardige spoornet. Tot nu toe was dit district alleen aan de noordrand, op de grens met het 6e district, via de U4 stations Pilgramgasse en Margaretengürtel en aan de zuidrand, op de grens met het 10e district, via het S-Bahn station Matzleinsdorfer Platz aangesloten.
Die toegangen komen bij het zuidelijke perroneinde in de Siebenbrunnengasse en bij het noordelijke perroneinde aan de Bacherplatz aan de kant van de Spengergasse. Hier komen de bushaltes voor de lijnen 12A, 14A en 59A. 